# Shinnok
Shinnok là một nhân vật hư cấu trong loạt game bạo lực Mortal Kombat. Shinnok xuất hiện lần đầu năm 1997, phần Mortal Kombat Mythologies: Sub-Zero, với tư cách là một con trùm (boss). Đến phần Mortal Kombat 4 cùng năm đó, nhân vật này mới được mở ra cho người chơi lựa chọn. Shinnok vốn là một vị thần (Elder God) bị đày vĩnh viễn ra vùng Netherealm. Hắn và Quan Chi gây dựng một đội quân với âm mưu trả thù Raiden vì đã đẩy hắn ra đây. Shinnok là nhân vật phản diện chính của Mortal Kombat.
Tồn tại từ khi các chiều không gian mới được tạo lập, Shinnok là một trong các Elder God với quyền năng tối thượng. Thế nhưng, ác thần này lại nuôi mộng một mình làm chủ EarthRealm và ngày đêm toan tính cách để qua mặt các Elder God khác khi di chuyển trong không gian. Shinnok đã làm ra một mảnh bùa cho phép hắn thực hiện điều này.
Thế nhưng, sự thất bại trước Raiden đã khiến hắn bị giam cầm xuống địa ngục NetherRealm, ngày ngày bị hành hình bởi chúa quỷ Lucifer. Không những thế, mảnh bùa chứa sức mạnh của hắn lại bị đem giấu ở một vị trí không ai biết. Shinnok tiếp tục chịu đựng những khổ hình tại nơi này cho đến ngày hắn gặp được Quan Chi.
Con quỷ khát khao quyền lực đó đã giúp hắn lấy lại được mảnh bùa thiêng và tạo cơ hội để Shinnok vươn lên làm chúa tể của NetherRealm. Sau đó, ác thần này thành lập một liên minh ma quỷ với sự tham gia của Quan Chi và Noob Saibot để toan tính cho những nước đi quyền lực tiếp theo của mình.
Nếu so sánh với đại đế Shao Kahn của Outworld, Shinnok không sử dụng sự tàn bạo và nỗi khiếp đảm để thống trị kẻ khác. Thay vào đó, hắn bất tất cả phải quy phục trước hàng triệu năm kiến thức và sức mạnh của mình. Những kẻ dám đối mặt với ác thần Shinnok chỉ có hai lựa chọn duy nhất: thề quy phục vĩnh viễn hoặc bị đày xuống đáy sâu của địa ngục NetherRealm.